# Tiendas de Todo
Tiendas de Todo fue una cadena de supermercados local, fundada en 1973 en la Ciudad de México, posteriormente en el año 1999 es adquirida por Walmart de México, adquiriendo sus dos únicas sucursales: Felix Cuevas y Copilco, convirtiéndolas a Wal-Mart Supercenter en el año 2000.

## Historia
De Todo surge durante el año 1973 abriendo su primer sucursal en Felix Cuevas, en la Colonia Del Valle, Alcaldía Benito Juárez, posteriormente abre su segunda sucursal en Coyoacán. Competían únicamente con Aurrerá, debido a la fuerte cercanía de la misma.
Se anunciaban en la televisión y en la radio mediante algunos comercial tanto a nivel nacional como estatal. Así como respectivamente con una campaña de publicidad llamada "Venta Mounstro" durante el mes de noviembre.
Es hasta el año 1999 que desaparecen estas tiendas del mercado mexicano, desmantelando su famoso letrero en la tienda de Felix Cuevas y cerrando también la sucursal de Copilco durante 7 meses para la remodelación del nuevo Walmart Supercenter.

### Origen del logo
El logo de las tiendas De Todo surge principalmente de un mural poema llamado “Pocos Cocodrilos Locos”, diseñado en el año de 1967 por el escultor mexicano de origen alemán Mathias Goeritz, quién anteriormente había participado en el diseño de las Torres de Satélite en 1957, posteriormente el diseñador gráfico de origen estadounidense de nombre Lynce Wyman, mismo que habría diseñado el logo de los Juegos Olímpicos de México 68, así como de las señaléticas y logotipo del Metro de la Ciudad de México durante el mismo lapso, diseño posteriormente el logo de la tienda De Todo para la sucursal de Felix Cuevas.

### Desaparición
En 1999 es adquirida por Walmart de México, mediante sus dos únicas sucursales que estaban ubicadas en Felix Cuevas y Copilco en Avenida Universidad en Ciudad de México, convirtiéndolas al formato de supermercado Walmart Supercenter.